# Музей Соломона Гуггенхайма
Музей Соломона Гуггенхайма, иногда Музей Соломона Гуггенхейма (англ. Solomon R. Guggenheim Museum) — музей искусства в США, созданный меценатом и коллекционером Соломоном Гуггенхаймом. Расположен в Нью-Йорке в пределах так называемой музейной мили. Одно из старейших и самых посещаемых собраний современного искусства в мире.
Внесён в список объектов всемирного наследия ЮНЕСКО.

## История
Соломон Р. Гуггенхайм собирал работы старых мастеров с 1890-х годов. В 1926 году он познакомился с художницей Хиллой фон Ребай, которая познакомила его с европейским авангардным искусством, в частности с абстрактным искусством, которое, по её мнению, имело духовный и утопический аспект (беспредметное искусство). Гуггенхайм полностью изменил свою стратегию коллекционирования, обратившись, в частности, к работам Василия Кандинского. Он начал демонстрировать свою коллекцию публике в своей квартире в отеле «Плаза» в Нью-Йорке. По мере того, как коллекция росла, он создал Фонд Соломона Р. Гуггенхайма в 1937 году, чтобы способствовать пониманию современного искусства. Первоначально С. Гуггенхайм поручил баронессе Хилле фон Ребай, эмигрировавшей из Германии, организовать «музей непредметной живописи» (Museum of Non-Objective Painting). Открывая своё собрание для публики, Гуггенхайм надеялся привлечь внимание американцев к творческим поискам таких абстракционистов, как Кандинский и Мондриан.
В июне 1943 года Хилла фон Ребай заказала строительство нового музейного здания 76-летнему Фрэнку Ллойду Райту, самому знаменитому в то время архитектору Америки. Под строительство был выделен участок, примыкающий к огромному зелёному массиву Центрального парка между 88-й и 89-й улицами на Пятой авеню. Проектируя белоснежное здание с непривычными округлыми формами, Райт отошёл от всех существующих моделей музейной архитектуры. Предполагалось, что посетители на лифте будут взмывать на верхний этаж и по внутренней непрерывной спирали спускаться вниз, осматривая по пути экспозицию как на самом пандусе, так и в примыкающих к нему залах. Райт говорил, что после окончания строительства близлежащий музей Метрополитен будет казаться сараем. Здание музея, действительно, стало одной из «икон» архитектуры XX века, породив множество восторженных отзывов.
В 1950-е гг. музей, стремясь к расширению круга потенциальных посетителей, стал пополняться фигуративными произведениями (причём не только живописи, но скульптуры и фотографии) и даже работами постимпрессионистов конца XIX века. Строительство музейного здания в виде перевёрнутой пирамидальной башни было завершено в 1959 году, когда Соломона Гуггенхайма и Фрэнка Райта уже не было в живых. С 1961 по 1988 гг. музеем руководил Томас Мессер. В 2013 г. музей посетили 1,2 млн человек. Часть собрания периодически экспонируется в других музеях фонда Гуггенхайма (например, в Бильбао).

## Филиалы и другие музейные проекты фонда Гуггенхайма

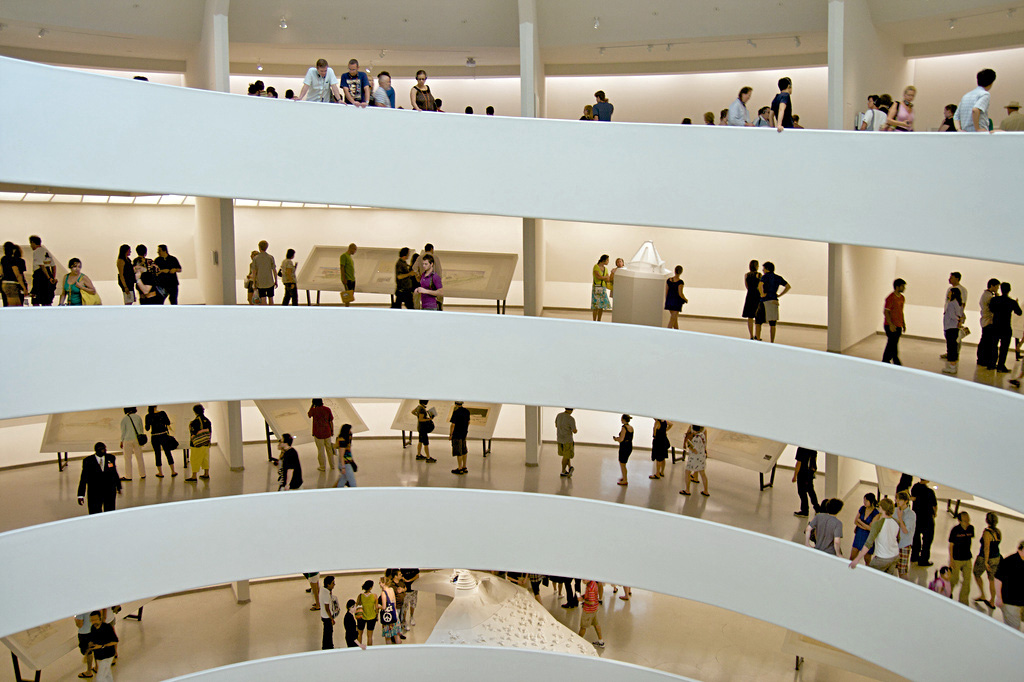
Интерьер музея

- Коллекция Пегги Гуггенхайм в Венеции, Италия (с 1951 года)
- Музей Гуггенхайма в Бильбао, Испания (с 1997 года)
- Филиал в Лас-Вегасе, США (2001—2008)[16]
- Филиал в Берлине, Германия (1997—2013)
- Музей Гуггенхайма в Гвадалахаре, Мексика (2007—2009)
- Музей Гуггенхайма в Абу-Даби, ОАЭ (строится)
- Музей Гуггенхайма в Вильнюсе, Литва (отменён[17])
- Музей Гуггенхайма в Хельсинки, Финляндия (отменён[18])

## Выставки
Музей Гуггенхайма известен грандиозными выставками, призванными показать искусство целых цивилизаций и континентов (Африка: искусство континента, Китай: пять тысячелетий, Империя ацтеков и так далее).
В 2005 г. выставка Россия! предложила вниманию зрителей шедевры российского искусства с XIII столетия до наших дней, а также коллекции мирового уровня, собранные российскими царями и промышленниками, произведения выдающихся художников О. Кипренского, Д. Левицкого, К. Брюллова, А. Иванова, И. Репина, И. Крамского, Н. Ге, М. Врубеля, В. Серова, К. Малевича, М. Шагала, А. Дейнеки, А. Лактионова и других. По своим масштабам и обилию шедевров подобных выставок русского искусства в США ещё не было. С российской стороны проект курировала З. И. Трегулова.

## Билеты
Стоимость взрослого полного билета — $25, для студентов и пенсионеров от 65 лет — $18, дети до 12 лет — бесплатно. В субботу с 17:45 до 19:45 — свободная плата за вход (желательно $10, очередь формируется с 17:15, последний билет в 19:15).